# へびつかい座RS星
へびつかい座RS星（へびつかいざRSせい、RS Ophiuchi、RS Oph）は、へびつかい座の方角におよそ4,600光年離れた位置にある回帰新星である。静穏期には、見かけの等級が12等程度だが、平均しておよそ15年置きに、急激に増光し、肉眼等級にも達する。19世紀末以降、6回増光が観測されており、また記録されてはないが、その間に更に2回の増光があったと考えられる。へびつかい座RS星は、大質量の白色矮星と赤色巨星の連星系で、水素を大量に含む物質が赤色巨星から白色矮星に降着し、表面で熱核暴走を起こすことで、増光を繰り返すものと考えられる。

## 特徴

### 概観
へびつかい座RS星は、激変星に分類される変光星で、その中でも特異な共生回帰新星とされる。これまで記録に残るだけで、1898年、1907年、1933年、1945年、1958年、1967年、1985年、2006年と、8回急激で大幅な増光を示し、さそり座U星に次いで多くの増光が確認されている回帰新星である。極大時の明るさは、かんむり座T星に次いで明るく、肉眼等級に達する回帰新星はこの2天体だけである。
へびつかい座RS星は、新星や矮新星と同様に白色矮星を含む連星系であるが、伴星は赤色巨星で、連星の公転周期はおよそ454日と長い。太陽系からの距離は、およそ4,600光年とみられる。へびつかい座RS星系の白色矮星は、質量が大きく、チャンドラセカール限界に近いとみられ、スウィフトによる観測からは、太陽質量の1.35倍と見積もられている。赤色巨星は、早期のM型星とみられるが、巨星表面が白色矮星からの高エネルギー放射を受けたことによる反射効果の影響で変光し、それに伴ってスペクトル型もK4からM4まで変化している。
へびつかい座RS星では、水素を豊富に含む物質が白色矮星へ降着し、白色矮星表面で熱核暴走を起こすという古典新星に近い爆発が発生するが、爆発の間隔は古典新星よりはるかに短い。これは、白色矮星の質量が大きく、伴星から白色矮星への質量降着の効率が高いためではないかと考えられる。

### 新星爆発
| 爆発（年） | 間隔（年） |
| ---------- | ---------- |
| 1898       | ?          |
| 1907       | 9          |
| 1933       | 26         |
| 1945       | 12         |
| 1958       | 13         |
| 1967       | 9          |
| 1985       | 18         |
| 2006       | 21         |
| 2021       | 15         |
| 現在       | 3          |

#### 1898年
記録された最初の爆発は、実際には後年になって「発見」された。1901年、ウィリアミーナ・フレミングがハーヴァード大学天文台の写真乾板の調査から、へびつかい座RS星（当時はBD -6°4661）が変光星であることを発見。1904年には、そのスペクトルが他の変光星で目にしたことがない特異なものであると発表され、翌年エドワード・ピッカリングはこれを新星と結論付けた。更に、アニー・ジャンプ・キャノンは、10年以上にわたる写真乾板から光度曲線を求め、1898年に急激な増光があったことを突き止めた。

#### 1907年
1907年の爆発は、増光そのものは観測されていないので、増光があったことは証明できないが、減光後の光度曲線から、静穏期と比べて1等級暗い状態が5ヶ月ほど続いたことがわかっている。以降の爆発の観測から、爆発後は必ず静穏期より1等級程暗い状態が半年程度続き、通常の静穏期でここまで暗くなることはないため、1907年初頭に爆発が起きていたことはほぼ確実とみられる。この時期、へびつかい座RS星は太陽に近い位置にあったため、増光を観測することができなかったものと考えられる。

#### 1933年
1933年の爆発は、イタリア・ボローニャのエペ・ロレタ (Eppe Loreta) が発見したとされる。ロレタは、へびつかい座Y星の観測を行っていて、その南西およそ50分の位置にある明るい天体に気が付いた。これによって、へびつかい座RS星の2度目の爆発が記録された。この爆発は、ロレタの数日後にレスリー・ペルチャーが独立に発見している。
この再度の爆発によって、へびつかい座RS星は新星としての位置付けを大きく変えた。

#### 1945年
1945年の爆発も、太陽に近かったため極大の時期には観測できておらず、後年アメリカ変光星観測者協会の観測データから、静穏期よりも明るい状態から静穏期より暗い状態へ減光してゆく様子がとらえられていたことで、起きたと考えられるようになった。その後、更に詳しい分析で、1945年に爆発していたことは確実となった。

#### 1958年
1958年の爆発は、フロリダ州ロングウッドのアマチュア天文家サイラス・ファーナルド (Cyrus Fernald) が発見した。ファーナルドの観測報告では、極大時には白かった星が、減光するにつれどんどん赤みがかってゆく様子が記されている。この結果は、爆発後に水素のHα輝線が生じ、その寄与が強まっていったことを示唆する。

#### 1967年
1967年の爆発は、ドイツ・ハンブルクのアマチュア天文家マックス・バイエル (Max Beyer) が発見した。ファーナルドも独立に発見しているが、時差によってバイエルが先に検出することになった。

#### 1985年
1985年の爆発は、カナダ・オンタリオ州ピーターボロのアマチュア天文家ウォーレン・モリソン (Warren C. Morrison) が発見した。ニューヨーク州パットナム・バレーのウェイン・ラウダー (Wayne M. Lowder) とイギリス・ピーターバラのジョージ・オルコックも独立に発見している。
この増光によってへびつかい座RS星は、X線、紫外線、可視光、赤外線、電波で観測され、回帰新星を様々な波長の電磁波で観測する初めての機会をもたらした。

#### 2006年

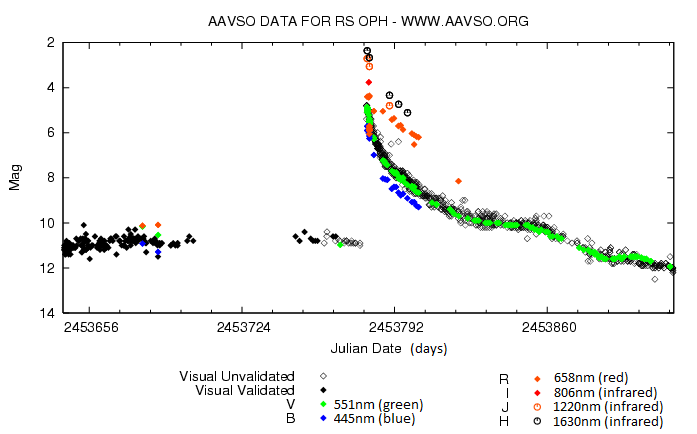
へびつかい座RS星の2006年の爆発前後の光度曲線。データはAAVSOより。色の違いは、観測波長の違いを表す。

2006年2月12日、21年ぶりに爆発が発生し、愛媛県喜多郡の成見博秋らが発見した。極大時の明るさは4.5等に達し、前回の爆発以上に、あらゆる波長で詳細な観測が行われた。特に、爆発による高速の放出物と、赤色巨星の恒星風であらかじめ存在した星周物質の相互作用で、強い衝撃波が急速に形成されるなど、興味深い現象が観測されている。
2021年
2021年8月10日、１６年ぶりの爆発が発生。

### 観測的特徴
へびつかい座RS星の爆発による光度変化は、毎回似たような特性を示す。増光は急激で、極大までの3等級の増光に0.6日しか要しない。極大後の減光も初期は速く、極大から3等級暗くなるのに14日、5等級暗くなるのに48日だが、2ヶ月目辺りで減光率が鈍り、前後では1日当たり0.04から0.05等級暗くなるところが、1日当たり0.01から0.02等級の減光率になる。4ヶ月後辺りから再び減光が速くなる。また、へびつかい座RS星の光度曲線で特徴的なのは、爆発後100日から500日辺りで出現する「谷」である。この間、明るさは通常の静穏期と比べて最大1等級以上暗くなる。この谷は、これまで記録された全ての爆発で確認されている。
2006年の爆発では、爆発から2週間後に超長基線電波干渉法 (VLBI) による高分解能の観測で、非熱的な電波放射（シンクロトロン放射）が、双極構造を持つことが示された。これは、爆発による放出物質がジェット状に絞られて、赤色巨星の恒星風が残した星周物質と衝突した衝撃波によるもので、白色矮星回りの降着円盤の寄与が疑われる。超長基線アレイ (VLBA) で爆発から1-2ヶ月後に観測した結果も、それを支持する。

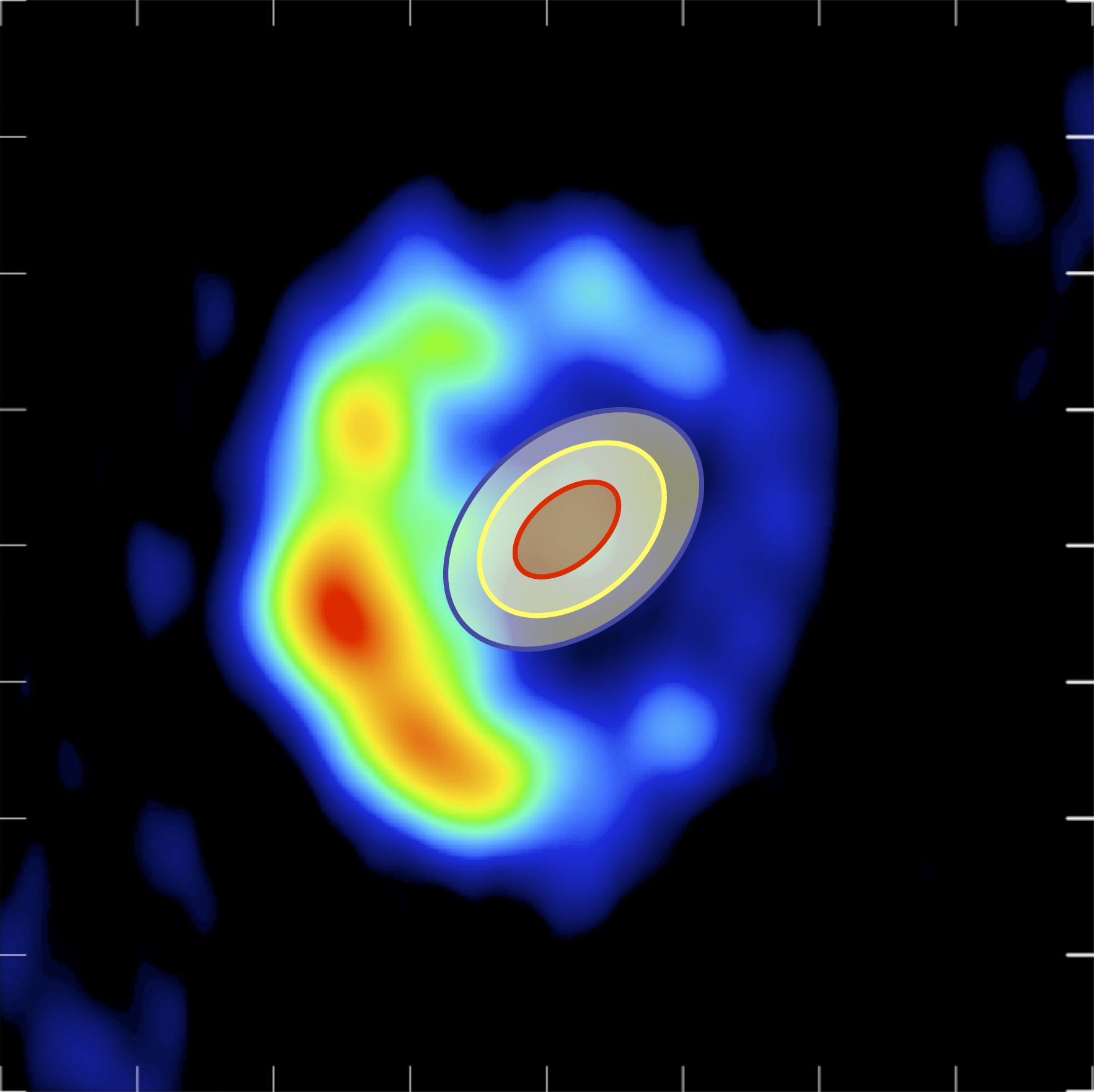
2006年の爆発時のへびつかい座RS星における電波分布とVLT干渉計による測定結果。中心の長円はVLT干渉計で爆発から5.5日後に捉えた構造で、線の色の違いは波長の違いを示す。その周りの電波分布図は、爆発から13.8日後に観測されたもので、電波源の膨張がわかる。出典: ESO

電波よりも更に後、ハッブル宇宙望遠鏡と、メキシコのメキシコ国立天文台、ギイェルモ・アロ天文台の観測から、可視光でも新星残骸が双極構造をとり、外側の高速領域と、内側の低速高密度領域、2つの顕著な成分があることがわかった。外側の高速領域は、爆発後は膨張速度を維持し、その速度は5,600 ± 1,100 km/s、内側の低速領域は減速したものと予想されるが、この考え方には議論の余地がある。また、分光観測により強い金属スペクトル線の時間変化を追いかけたところ、強度が急激に変わったり、輪郭が目まぐるしく変わったりする成分があるとわかり、爆発の放出物と相互作用する星周物質は、繰り返される爆発で複雑な構造をとっていることを示唆する。同様の特徴は、Ia型超新星の一つSN 2006Xでも観測されており、共生回帰新星が間もなくIa型超新星になるという筋書を支持する。
硬X線は、爆発後すぐ急速に減光しており、これも爆風と星周物質が衝突してできた衝撃波が、球対称とかけ離れていることを表している。一方、軟X線は、爆発後26日目に新たな光源が現れ、これは白色矮星における核燃焼が進んだことを示唆する。X線のスペクトルをみると、幅広い温度からの放射が含まれており、爆発の爆風と星周物質の衝突による衝撃波加熱によって高温となったことが示唆される。その中にも、高温と比較的低温の2つの成分が存在することがみてとれ、両者の減光率を比べると、高温成分は放射冷却による減衰、低温成分は膨張による冷却で減衰、と異なる原因でX線が弱くなったと考えられる。